# Kristijana F. - Mi deca sa stanice Zoo (film)
Kristijana F. - Mi deca sa stanice Zoo je nemački film iz 1981. godine, koji je režirao Uli Edel, i prikazuje scenu droge u zapadnom Berlinu 1970-ih godina, baziran na stvarnim događajima iz istoimene knjige, koja je napisana prateći snimke sa kaseta tinejdžerke Kristijane F. Film je momentalno dobio kultni status (koji zadržava i dan danas), u kome Dejvid Bovi, pored toga što igra samog sebe, takođe i komponuje muziku za film, što je dalo filmu veliki komercijalni uspon.

## Radnja filma
Trinaestogodišnja Kristijana Felšerinov živi sa svojom majkom i mlađom sestrom u malom stanu, u višespratnoj betonskoj zgradi na periferiji zapadnog Berlina. Njoj je dojadio život tamo, ali je buktala strast prema Dejvidu Boviu. Čula je za Sound, novu diskoteku u centru grada, koja je dobila zvanje najmodernije diskoteke u Evropi. Kako nije imala dovoljno godina da bi je pustili unutra, ona počinje da oblači garderobu za odrasle, obuva štikle, šminka se i pita svoju školsku drugaricu Kesi, koja stalno tamo provodi vreme, da i nju povede. Kesi je takođe snabdela pilulama. U diskoteci upoznaje dečka po imenu Detlef, koji je malo stariji, i trenutno je u društvu ljudi koji eksperimentišu sa raznim drogama. Jednu noć je Kristijana, zajedno sa novim društvom iz diskoteke, otišla u centar Evropa, i obili su kućicu gde se prodaju karte. Sledeći dan je popila razne pilule i LSD i otišla na koncert njenog omiljenog pevača Dejvida Bovia, gde je upoznala Babsi, koja ima ista interesovanja kao i ona. Zajedno sa njom, probala je heroin prvi put, ali ušmrkavajući ga na nos. Kako je sve više bila zaljubljena u Detlefa, koji je takođe već neko vreme koristio heroin, i sama počinje da ga koristi svakodnevno, kako bi bila što bliže njemu. Vremenom postaje sve zavisnija od heroina, sve dok nije postala potpuni zavisnik. Posle njenog 14-og rođendana, Kristijana prestaje da odlazi kući i počinje da provodi sve više vremena u prljavom stanu novog društva. Počinje da odlazi na stanicu Zoo, veliku železničku stanicu poznatu po dilerima droge i prostituciji koja se odvijala u podzemnim prolazima te stanice. Kako bi mogla finansijski da izdržava svoju novopečenu zavisnost, ugledajući se na dečka Detlefa, koji je uveliko prodavao svoje telo muškim mušterijama, počinje ručno da zadovoljava mušterije na stanici. Posle nekog vremena, Kristijana je bez svesti pronađena na podu kupatila stana njene porodice. Pokušava naglo odvikavanje zajedno sa Detlefom. Nakon naizgled uspešnog odvikavanja, njih dvoje odlaze ponovo na stanicu, gde se, malo po malo zavisnost vraća. Kristijana počinje da prodaje sve što poseduje, krade iz kuće i pada na dno. U jednoj od surovijih scena, Kristijana je u kabini javnog toaleta punog urina i krvi, gde upada stariji narkoman, koji je tera da mu preda njen spremljen špric, i njime se ubada u vrat pred prestravljenom starijom ženom koja se igrom slučaja zatekla u toaletu. Kasnije Kristijana i Detlef zatiču svog najboljeg prijatelja i cimera Aksela mrtvog, kao posledicu predoziranja u njihovom stanu. Oni odlaze iz tog stana da žive u stanu jednog od Detlefovih muških mušterija. Jednog dana, Kristijana ulazi u stan da bi zatekla Detlefa i vlasnika stana u toku mnogo glasnog analnog seksa, doživljava nervni slom i beži glavom bez obzira. Odlazi na stanicu da nađe Babsi, ali samo da bi otkrila da je i ona umrla od predoziranja, sa nepunih 14 godina. U žalosti zbog smrti svojih prijatelja i nemogućnosti da se odvikne od heroina i sama pokušava da izvrši samoubistvo predoziranjem, ali film se prekida i počinje naracija bez slike, u kojoj se govori da se Kristijana vremenom oporavila, ali većina njenih prijatelja su ili umrli ili su i dalje bili zavisnici.

## Uloge
Glavne uloge u filmu tumače:
- Natja Brunckhorst – Kristijana F.
- Thomas Haustein – Detlef
- Jens Kuphal – Aksel (Detlefov najbolji drug, jedno vreme živeli zajedno u njegovom stanu, umro 1977. od predoziranja, nakon čega Akselova mama stan proda i Detlef se seli u stan "klienta")
- Rainer Wölk – Atze (umro 7. aprila 1977. od predoziranja)
- Jan Georg Effler – Bernd
- Christiane Reichelt – Babsi (umrla 1977. od predoziranja)
- Daniela Jaeger – Kesi
- Bernhard Janson - Milan
- Cathrine Schabeck - Linda
- Kerstin Richter – Stela (umrla 2004, verovatno od konzumiranja droge i alkohola; za vreme snimanja filma bila je vezi sa Tomasom Hausteinom, koji je igrao Detlefa)[2]
- Dejvid Bouvi – Sam sebe

## Odziv
Film i knjiga su stekli kultni status odmah nakon izlaska, ukazujući na probleme zavisnosti od heroina. Na popularnost filma znatno je uticalo učešće pevača Dejvida Bovia, koji je, pored toga što je igrao sebe u filmu, takođe dao veliki doprinos komponovanjem muzike. Muzika sa njegovih albuma napravljenih u Berlinu u periodu od 1976—1977. prolazi kroz gotovo ceo film, i kako je u periodu krajem 1970-ih i početkom 1980-ih godina bio na vrhuncu svoje karijere, njegovo prisustvo u filmu umnogome je pomoglo u komercijalizovanju istog. Film je zaprepastio Evropsku publiku. Heroinska kuga koja je harala zapadnom Evropom, u periodu od sredine 1970-ih do 1980-ih, nije još uvek bila poznata javnosti, pa je izlazak filma za mnoge bio prvi dodir sa realnosti koja ih okružuje. Odmah je postalo opšte poznato da je heroin ubijao ogroman broj tinejdžera. 

## Režija
Film je snimljen sa malim budžetom 1980. godine, a izdat 1981. godine. Radnja je smeštena između 1975. i 1977. u zapadnom Berlinu. Preskače početak i kraj knjige, i fokusira se više na glavnu priču, sa početkom kada Kristijana počinje svoj noćni život u Berlinu sa otprilike 13 godina, i prekida se naglo nakon njenog pokušaja samoubistva tako što se izjavljuje da se ona oporavila. U realnosti, Kristijana F. se nikad nije potpuno oporavila, niti su njeni problemi nestali odlaskom u Hamburg, ali film se fokusira na prikaz zavisnosti. Originalno, film je trebalo da režira Roland Klik, ali nakon dugog pripremanja on je bio otpušten samo 2 nedelje pre snimanja, nakon njegovog sukoba sa producentom Berndom Ajhingerom. Uli Edel je preuzeo snimanje filma. Kinematografija je sumorna i dosadna, prikazan je otrcan deo Berlina sa ruiniranim zgradama. Berlin danas je mnogo drugačiji, i mnoge znamenitosti iz filma (stanica, kabine javnog toaleta u ulici Bülow, diskoteka Sound) su uništeni ili potpuno renovirani. Ekipa filma bila je sačinjena od glumaca koji su prvi put tad imali priliku da se pojave na velikom platnu, i većina njih su još uvek išli u školu, i nisu imali u planu da postanu glumci. Natja Brunkhorst je jedini član ekipe koji je nastavio svoju glumačku karijeru u nemačkim filmovima, počevši sa filmom Querelle u 1982. godini. Većina statista na stanici i u diskoteci Sound bili su pravi narkomani, prostitutke i beskućnici, koje je režiser prikupio samo za scene u kojima su se prikazivale mase ljudi. U sceni gde Kristijana trči kroz zabačene delove stanice sa namerom da nađe Babsi, kamera se zaustavlja na nekoliko narkomana koji su naslonjeni na zid podzemnog prolaza. U intervjuu 2011. godine, Tomas Haustein, koji glumi Detlefa, i koji je još uvek išao u školu u to vreme, seća se kako je prestravljen bio dok je bio okružen svim tim pravim zavisnicima, ali i da mu je to pomoglo da kopira njihovo ponašanje za svoju ulogu. Danas bi bilo nelegalno da maloletnik glumi u filmu koji jako grafički prikazuje scene ubrizgavanja heroina, golotinju i sex scene; ali u to vreme jedino što je produkciji filma bilo potrebno je bilo pismo odobrenja od strane roditelja. 
Postoje male istorijske netačnosti u filmu:
Koncert Dejvida Bovia koji se prikazuje u filmu zapravo se održao u Njujorku, kojem je prisustvovalo samo nekoliko članova ekipe filma, zato što je u to vreme Dejvid nastupao na Broudveju nekoliko noći nedeljno i nije mogao da snima u Berlinu. Scene ogromnih koncerata su zapravo snimljene na koncertu AC/DC u Nemačkoj. Homoseksualnost je bila nelegalna u zapadnoj Nemačkoj u vreme kad se radnja filma odvija i klijenti su morali da budu diskretni kada su tražili muške prostitutke, dok je Detlefov klijent bio kitnjast i otvoren u svojim željama.

## Muzika
Sve pesme je napisao Dejvid Bovi, osim "Heroes/Helden" koju su napisali zajedno Bovi/Eno/Mas, "Boys Keep Swinging" i "Look Back In Anger", koje su napisali Bovi/Eno. Prema knjizi, prava Kristijana F. je svoje prvo iskustvo sa heroinom imala na koncertu Dejvida Bovia nekoliko godina ranije.
1. "V-2 Schneider"
2. "TVC 15"
3. "Heroes/Helden"
4. "Boys Keep Swinging"
5. "Sense of Doubt"
6. "Station to Station" (Live)
7. "Look Back in Anger"
8. "Stay"
9. "Warszawa"

## Spoljašnje veze
- Kristijana F. - Mi deca sa stanice Zoo на веб-сајту  (језик: енглески)